# ريدشتات
ريداشتات (بالألمانية: Riedstadt) هي بلدة، مدينة و بلدة ألمانية تقع في ألمانيا في غروس-غيراو. يقدر عدد سكانها بـ 21,348 نسمة .

## المدن التوأمة
مدن توراج، Brienne-le-Château و سورتينو هي مدن توأمة لـريداشتات.